# 무정 (동위)
무정(武定, 543년 ~ 550년 5월)은 동위(東魏) 효정제(孝靜帝) 중산왕(中山王) 원선견(元善見)의 네번째 연호이자 동위의 마지막 연호이다. 7년 5개월 동안 사용하였다. 
550년 5월, 효정제는 고양(高洋)에게 제위를 선양하였으며 이로써 북제(北齊)가 건국되고 동위는 멸망하였다.

## 개원
- 흥화(興和) 5년 1월 1일[1](543년 1월 21일)에 연호를 무정(武定)으로 개원함.[2][3][4][5]

- 무정(武定) 8년 5월 10일[6](550년 6월 9일)에 북제 건국한 후, 연호를 천보(天保)로 건원함.[7][8][9][5]

## 연대 대조표
| 무정        | 원년           | 2년        | 3년        | 4년                       | 5년                 | 6년        | 7년        | 8년                            |
| 서기        | 543년          | 544년      | 545년      | 546년                     | 547년               | 548년      | 549년      | 550년                          |
| 간지        | 계해(癸亥)     | 갑자(甲子) | 을축(乙丑) | 병인(丙寅)                | 정묘(丁卯)          | 무진(戊辰) | 기사(己巳) | 경오(庚午)                     |
| 서위 (西魏) | 대통(大統) 9년 | 10년       | 11년       | 12년                      | 13년                | 14년       | 15년       | 16년                           |
| 양 (梁)     | 대동(大同) 9년 | 10년       | 11년       | 12년 중대동 (中大同) 원년 | 2년 태청(太淸) 원년 | 2년        | 3년        | 태청(太淸) 4년 대보(大寶) 원년 |

## 동시대 연호

### 한국
신라(新羅)
- 건원(建元) (536년 ~ 551년)

### 중국
양(梁)
- 대동(大同) (535년 ~ 546년)
- 중대동(中大同) (546년 ~ 547년)
- 태청(太淸) (547년 ~ 549년)
- 대보(大寶) (550년 ~ 551년)

서위(西魏)
- 대통(天平) (535년 ~ 551년)

고창국(高昌國)
- 장화(章和) (531년 ~ 548년)
- 영평(永平) (549년 ~ 550년)

기타 정권
- 소정덕(蕭正德) 정평(正平) (548년 ~ 549년)

## 같이 보기
- 중국의 연호 목록